# Zwölferkogel
Zwölferkogel è una montagna alta 2.988 metri che si trova nelle Alpi dello Stubai nel Tirolo austriaco.
La montagna si trova vicino alla stazione sciistica Kühtai, ed è una delle montagne che circondano il lago Finstertal Speicher. Si distende di fronte alla valle dello Schröder.

## Turismo
Il pendio dello Zwölferkogel fa parte del comprensorio sciistico denominato Skicircus Saalbach-Hinterglemm-Leogangospita. Esso ospita alcune piste sciistiche e tre impianti di risalita: due cabinovie ed una seggiovia.
La discesa più importante per caratteristiche tecniche è la Pista Zwölferkogel, con partenza a quota 1984 m s.l.m., dove, nel 1991, si sono svolti i campionati mondiali di sci alpino di Saalbach-Hinterglemm.
D'estate è luogo di escursioni fino al Geisstein e al Hochtorsee.